# Tiro ai Giochi della IV Olimpiade - Carabina piccola bersaglio fisso
La competizione della carabina piccola bersaglio fisso  di Tiro ai Giochi della IV Olimpiade si tenne il 11 luglio 1908 al Bisley Rifle Range nella contea di Surrey. 

## Risultati
80 colpi a terra. 40 colpi a 50 iarde e 40 colpi da 100 iarde
| Pos.    | Atleta             | Nazione     | 50 iarde | 100 iarde | Totale |
| ------- | ------------------ | ----------- | -------- | --------- | ------ |
| Oro     | Arthur Carnell     | Regno Unito | 192      | 195       | 387    |
| Argento | Harry Humby        | Regno Unito | 197      | 189       | 386    |
| Bronzo  | George Barnes      | Regno Unito | 189      | 196       | 385    |
| 4       | Maurice Matthews   | Regno Unito | 195      | 189       | 384    |
| 5       | Edward Amoore      | Regno Unito | 194      | 189       | 383    |
| 6       | William Pimm       | Regno Unito | 192      | 187       | 379    |
| 7       | Albert Taylor      | Regno Unito | 189      | 187       | 376    |
| 8       | Harold Hawkins     | Regno Unito | 185      | 189       | 374    |
| 9       | James Warner       | Regno Unito | 191      | 182       | 373    |
| 10      | Arthur Wilde       | Regno Unito | 194      | 176       | 370    |
| 10      | Vilhelm Carlberg   | Svezia      | 184      | 186       | 370    |
| 12      | James Milne        | Regno Unito | 182      | 186       | 368    |
| 13      | André Mercier      | Francia     | 178      | 188       | 366    |
| 14      | William Milne      | Regno Unito | 183      | 180       | 363    |
| 15      | Geōrgios Orfanidīs | Grecia      | 180      | 177       | 357    |
| 16      | William Hill       | Australasia | 183      | 171       | 354    |
| 17      | Léon Tétart        | Francia     | 176      | 174       | 350    |
| 18      | Hübner von Holst   | Svezia      | 172      | 177       | 349    |
| 19      | Henri Bonnefoy     | Francia     | 147      | 157       | 304    |